# Weltfachausstellung Paris 1937
Die Weltfachausstellung Paris 1937, auch Pariser Weltausstellung von 1937, (Exposition Internationale des Arts et Techniques dans la Vie Moderne) war nur eine „kleine“ Weltausstellung entsprechend den Regeln des BIE (Bureau International des Expositions). Die „exposition specialisée“ fand vom 25. Mai bis zum 25. November 1937 statt. Die Ausstellungsfläche betrug 101 Hektar und umfasste den Champ de Mars, den Trocadéro und das Seineufer. Die Ausstellung verzeichnete 34 Millionen Besucher.

## Geschichte
Die täglich von 9 bis 24 Uhr geöffnete Ausstellung, die auch den Titel Exposition Internationale des Arts et Techniques appliqués à la vie moderne trug, war dem Thema Kunst und Technik im modernen Leben gewidmet. Aus diesem Anlass wurde das Palais du Trocadéro zum Palais de Chaillot umgebaut und das Museum für Vorgeschichte und Anthropologie (Musée de l’Homme) gegründet. Am 24. Mai wurden auch im nahe gelegenen Palais de Tokyo das staatliche und das kommunale Museum moderner Kunst (Palais des Musées d’Art Moderne) eröffnet.
Der Beschluss für die Expo wurde in einem Gesetz vom 6. Juli 1934 gefasst. Motto war, dass Kunst und Technik sowie das Nützliche und das Schöne einander jeweils nicht widersprechen, sondern ergänzen. Auch sollte, in einer Zeit wachsender Kriegsgefahr, die Bedeutung des Friedens betont werden.
Das ursprünglich bescheiden dimensionierte Projekt wurde zweimal erweitert. Neben dem traditionellen Expo-Bereich Champ de Mars und Chaillot-Hügel wurde unter anderem die langgestreckte Schwaneninsel (Île aux Cygnes) in der Mitte der Seine einbezogen. Der Phare du Monde, der für die Ausstellung geplant war, wurde nicht verwirklicht.
Die Schau war überschattet von der Weltwirtschaftskrise und von sozialen Unruhen und Streiks im Gastgeberland, vom Spanischen Bürgerkrieg und dem drohenden Weltkrieg.

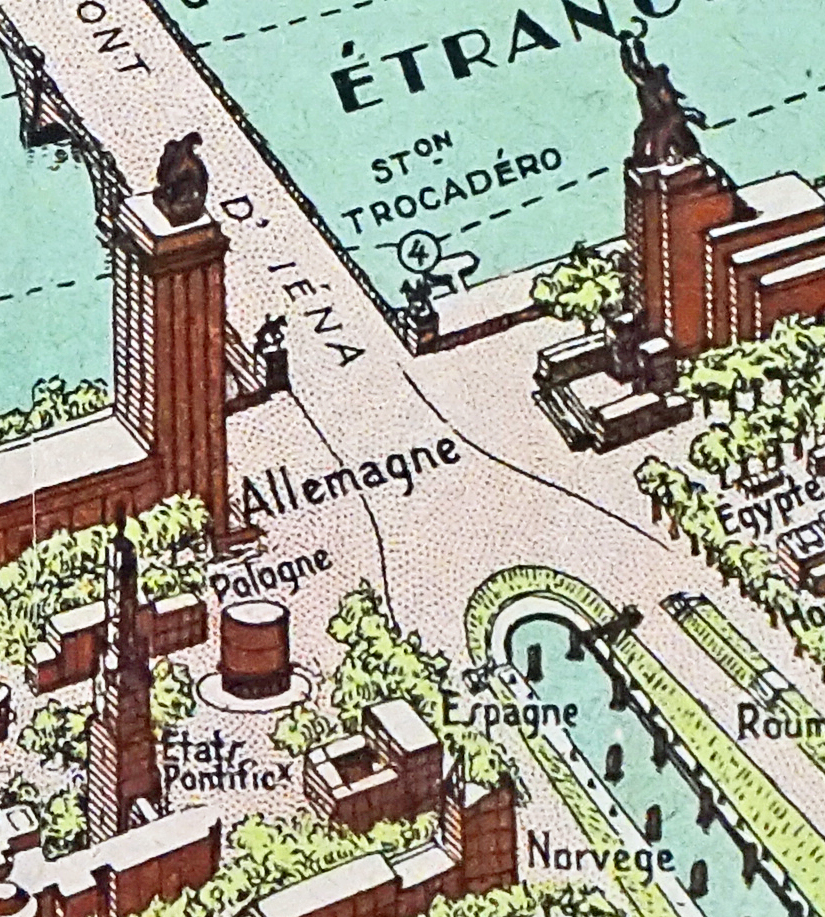
Detail des Ausstellungsplans

Im spanischen Pavillon wurde Picassos Antikriegsbild Guernica ausgestellt. Die Pavillons des Deutschen Reiches (Deutsches Haus) und der Sowjetunion standen sich gegenüber.
Der von Albert Speer (außen) und Woldemar Brinkmann (Innen) gestaltete deutsche Pavillon hatte eine 140 m lange, 20 m breite und 15 m hohe Ehrenhalle, einen 55,13 m hohen mosaikverzierten Turm (Grundfläche 20 × 15 m), der von einem 5,50 m hohen Reichsadler mit Hakenkreuz im Eichenkranz bekrönt wurde, ein auf der Seine schwimmendes Restaurant, sowie monumentale Plastiken von Josef Thorak. Auf der Rückseite des Hauses befand sich eine Leuchtröhrenschrift „Deutschland“ (1,50 m hoch) mit einem Hakenkreuzsymbol (Durchmesser 4,40 m).
Auf dem von Boris Michailowitsch Iofan gestalteten Pavillon der Sowjetunion erhob sich die Plastik Arbeiter und Kolchosbäuerin von Wera Ignatjewna Muchina. Aufgrund der Streiks waren die beiden letztgenannten Pavillons die einzigen am Eröffnungstag fertiggestellten.
Im norwegischen Pavillon verarbeitete Hannah Ryggen die italienische Invasion in Äthiopien und den vergeblichen Appell des äthiopischen Kaisers Haile Selassies an den Völkerbund auf einem gewebten Wandteppich. Um die Italiener nicht zu brüskieren, wurde ein Teil des Exponats Etiopia zensiert: Die rechte Seite des Teppichs, auf dem ein äthiopischer Kämpfer den Kopf Mussolinis aufspießt, wurde umgeschlagen.
Zahlreiche Festlichkeiten und Veranstaltungen ergänzten die Ausstellung, deren Leitung (Commissarat Général de l' Exposition Internationale de Paris 1937) in der Rue Saint-Didier 35 residierte und zu der ein offizieller Führer (Catalogue officiel de l’exposition) zu 7½ Franc, ein Übersichtsplan (3 fr.) und Tagesprogramme (Programme quotidien) zu 50 ct. erschienen waren.

## Lageplan der Ausstellung und Eintritt

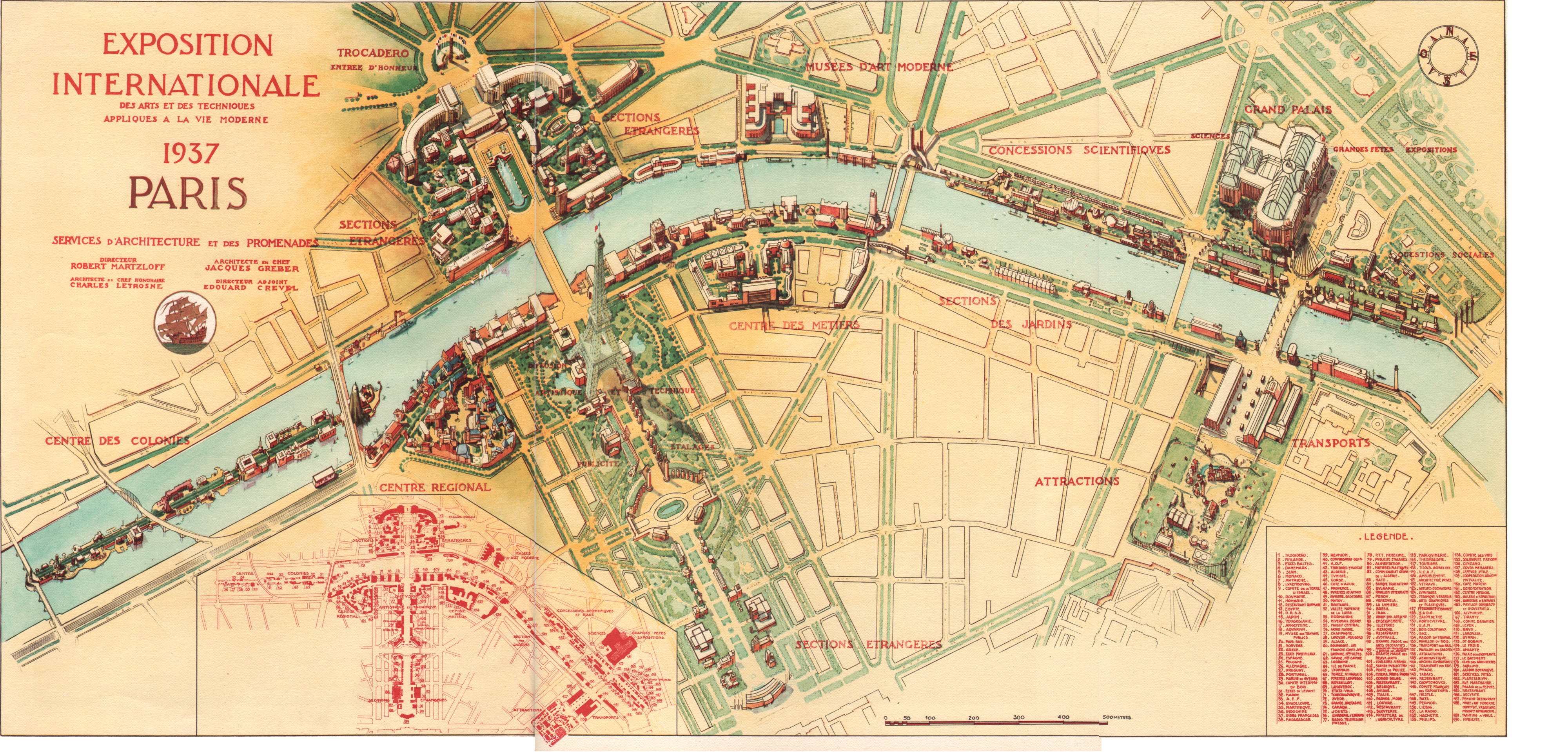
190 Pavillons, zusammengefasst in Abteilungen, waren zwischen der Spitze der Île aux Cygnes und der Place de la Concorde beiderseits der Seine angeordnet. Der Hauptzugang (Porte d’Honneur) erfolgte vom Trocadéro. Zusätzliche Standorte befanden sich auf dem Boulevard Kellermann, bei der Porte de Saint-Cloud und der Porte Maillot; sie waren mit Straßenbahnlinien angebunden (Archiv der Zeitschrift L’Illustration)

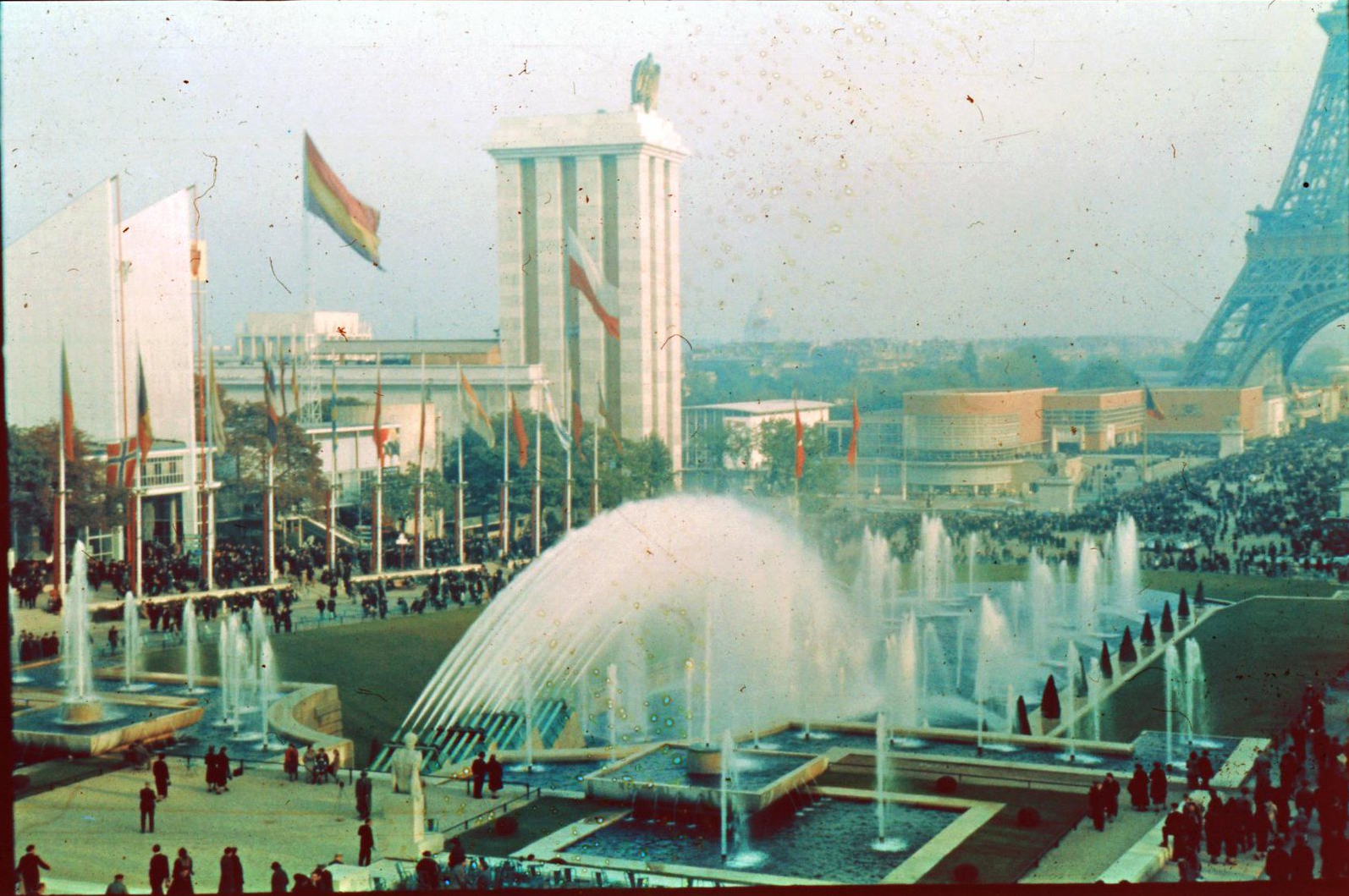
Weltfachausstellung Paris 1937 (Agfacolor-Foto)

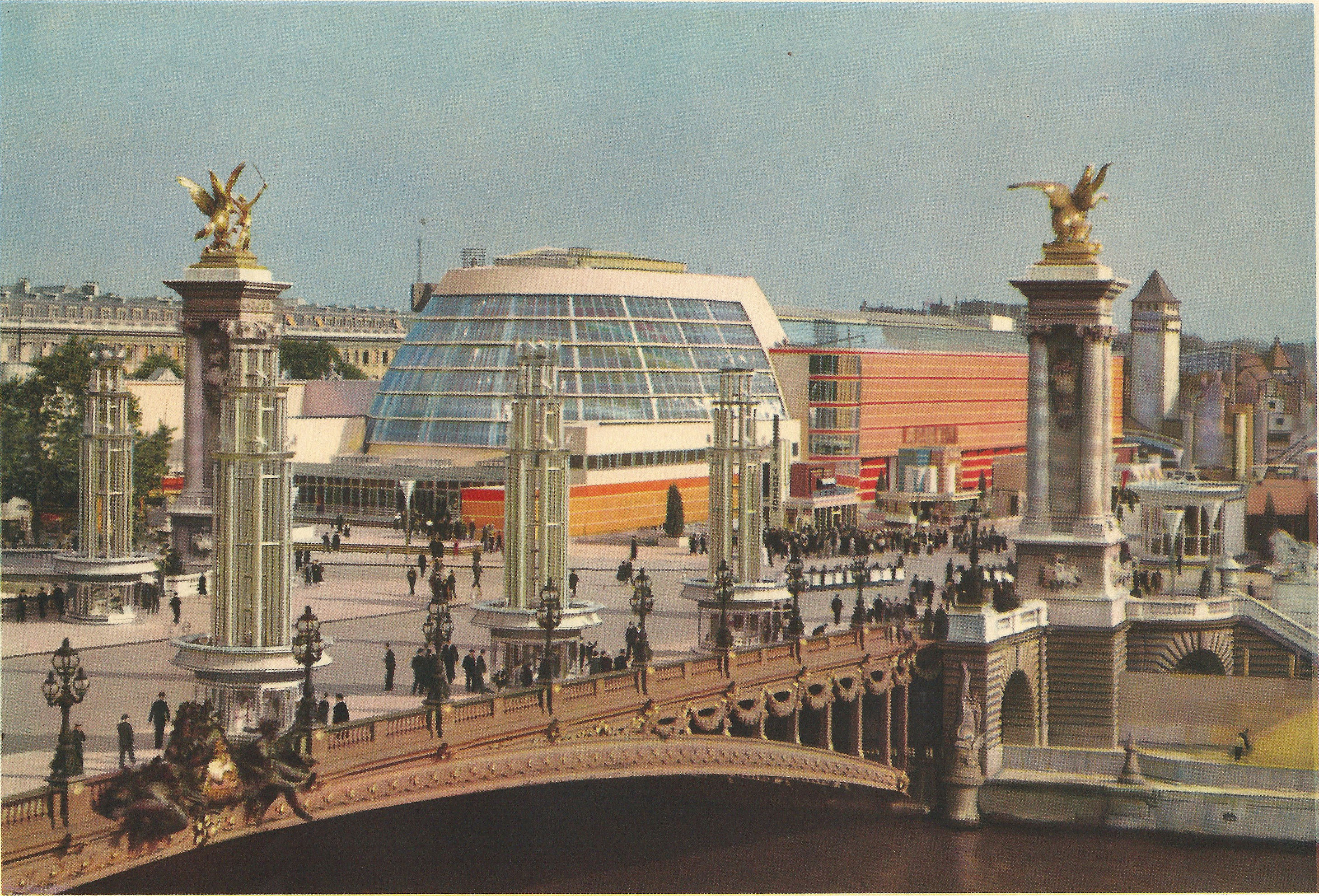
Palais de l’air 1937

Der Eintritt kostete an gewöhnlichen Tagen 6 fr., was umgerechnet etwa 4,50 € entspräche. Eine auch über das MER vertriebene Ausweiskarte für ausländische Besucher zum Preis von 20 fr. berechtigte zum zehnmaligen Eintritt bei halbem Preis. Für die Nebengelände und das Grand Palais waren jeweils zusätzlich 2 fr. zu entrichten. Der Zutritt zu den beiden Vergnügungsparks, dem Parc des Attractions scientifiques am Cours Albert-Premier mit einem Zeiss-Planetarium und dem Gläsernen Menschen und dem Parc de la Gaité auf der Esplanade des Invalides mit einem altfranzösischen Dorf (Vielle France), kostete 5 fr.

## Auszeichnungen (Auswahl)

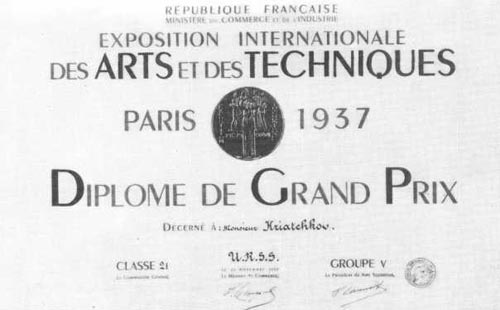
Diplom des Grand Prix für den sowjetischen Architekten Kriatchkov

Goldmedaillen wurden u. a. für ihr Design an Albert Speer und Boris Michailowitsch Iofan verliehen. Beide hatten die Pavillons ihrer jeweiligen Heimatländer entworfen. Iofan hatte auch einen Entwurf des für Moskau geplanten Palasts der Sowjets vorgelegt, und Speer erhielt sogar einen Grand Prix für sein Modell des Nürnberger Reichsparteitagsgeländes. Einen weiteren Grand Prix erhielt die Klepper Faltbootwerft für das neue Modell Super T6 und Leni Riefenstahl für den Film Triumph des Willens.
Polnische Ingenieure aus Warschau gewannen eine Goldmedaille für die neue polnische Lokomotive der PKP-Klasse PM36-1. 
Der Leipziger Goldschmied Wilhelm Stoll erhielt eine Goldmedaille für einen goldenen Armreif.
Für die Skulptur Stehende ging ein Diplôme de Grand Prix an die österreichische Bildhauerin Anna Mahler, und die Enkelin des finnischen Komponisten und Dirigenten Robert Kajanus, Johanne deRibert Kajanus, gewann eine Bronzemedaille für ihre lebensgroße Skulptur „Mutter und Kind“. Der französische Maler Lucien Simon erhielt den Ersten Preis für die Arbeiten im Luxemburg-Pavillon: La procession dansante d’Echternach, La Moselle und La Sûre. Ersteres Bild ist heute in der St.-Willibrord-Basilika in Echternach zu sehen.
Der US-amerikanische Architekt Alden Dow gewann den „Großen Preis für Wohnarchitektur“ für sein in Midland, Michigan, für John S. Whitman gebautes Wohnhaus.
Die ukrainische Volkskünstlerin Marija Prymatschenko erhielt für ihre naiven Malereien eine Goldmedaille.
Der Schweizer Adolf Lengweiler aus Staad bei Rorschach gewann die Goldmedaille für seine Erfindung, ein Spielzeug, das beim Anstoß an einen Gegenstand automatisch wendet. Später in Amerika hergestellt und noch bis heute Hunderttausende mal in Japan.
Die Gebrüder Hermann, Ferdinand und Paul Diehl wurden für ihre pädagogischen Puppentrickfilme Von einem, der auszog, das Fürchten zu lernen sowie Tischlein, deck dich mit jeweils einer Goldmedaille ausgezeichnet.

## Bildergalerie

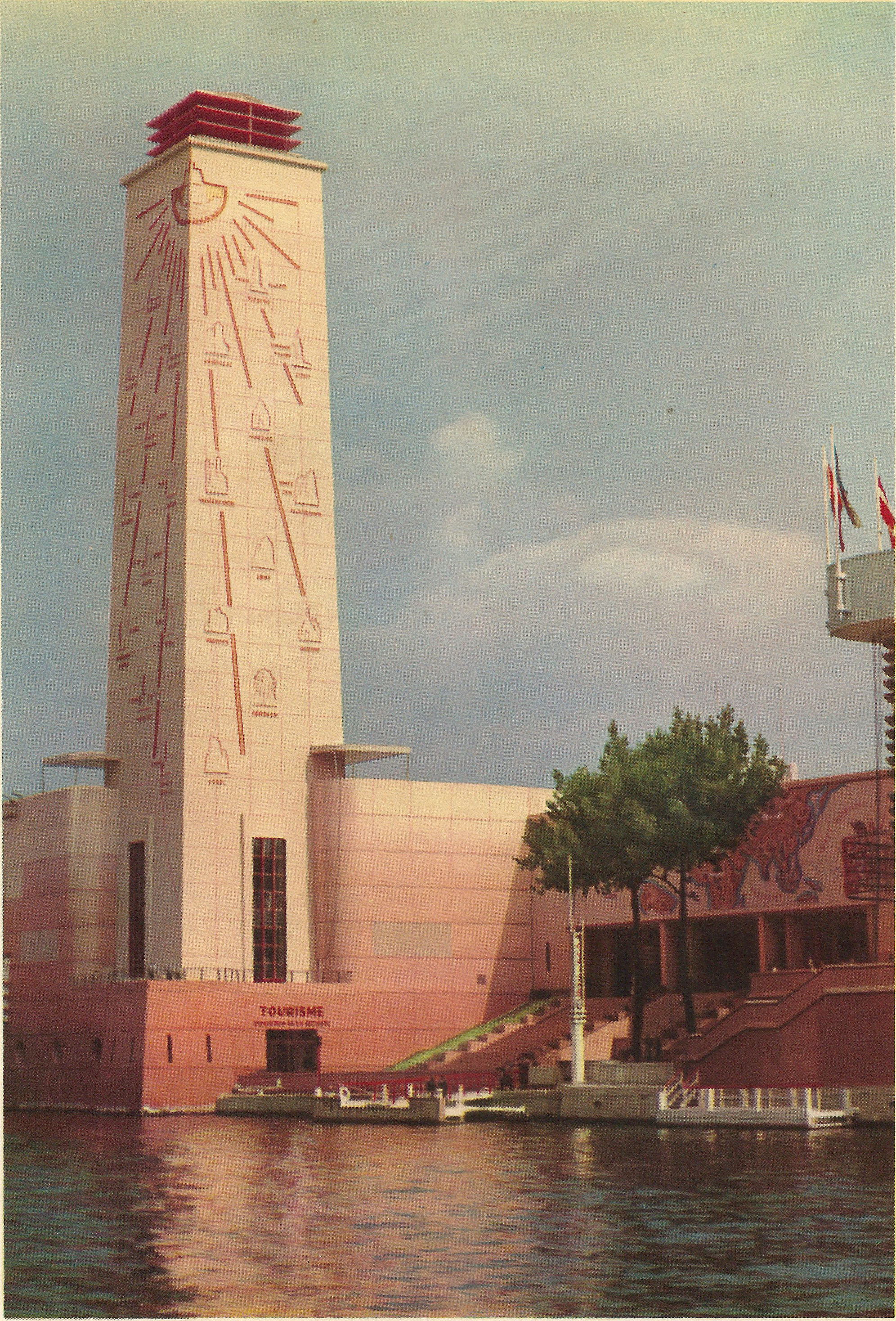
Tourismus-Pavillon
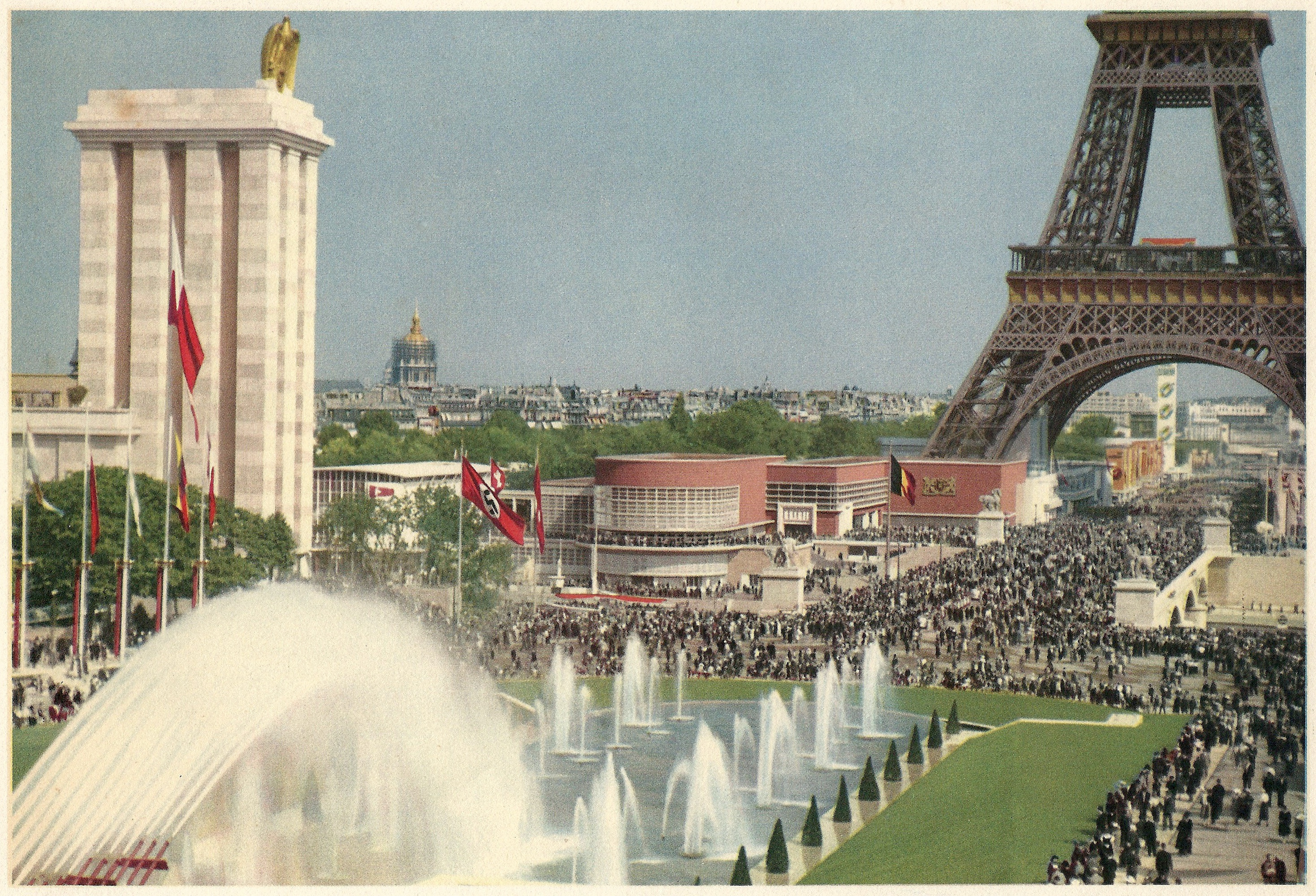
Trocadéro mit deutschem Pavillon (links), belgischem Pavillon (rot)  und Eiffelturm
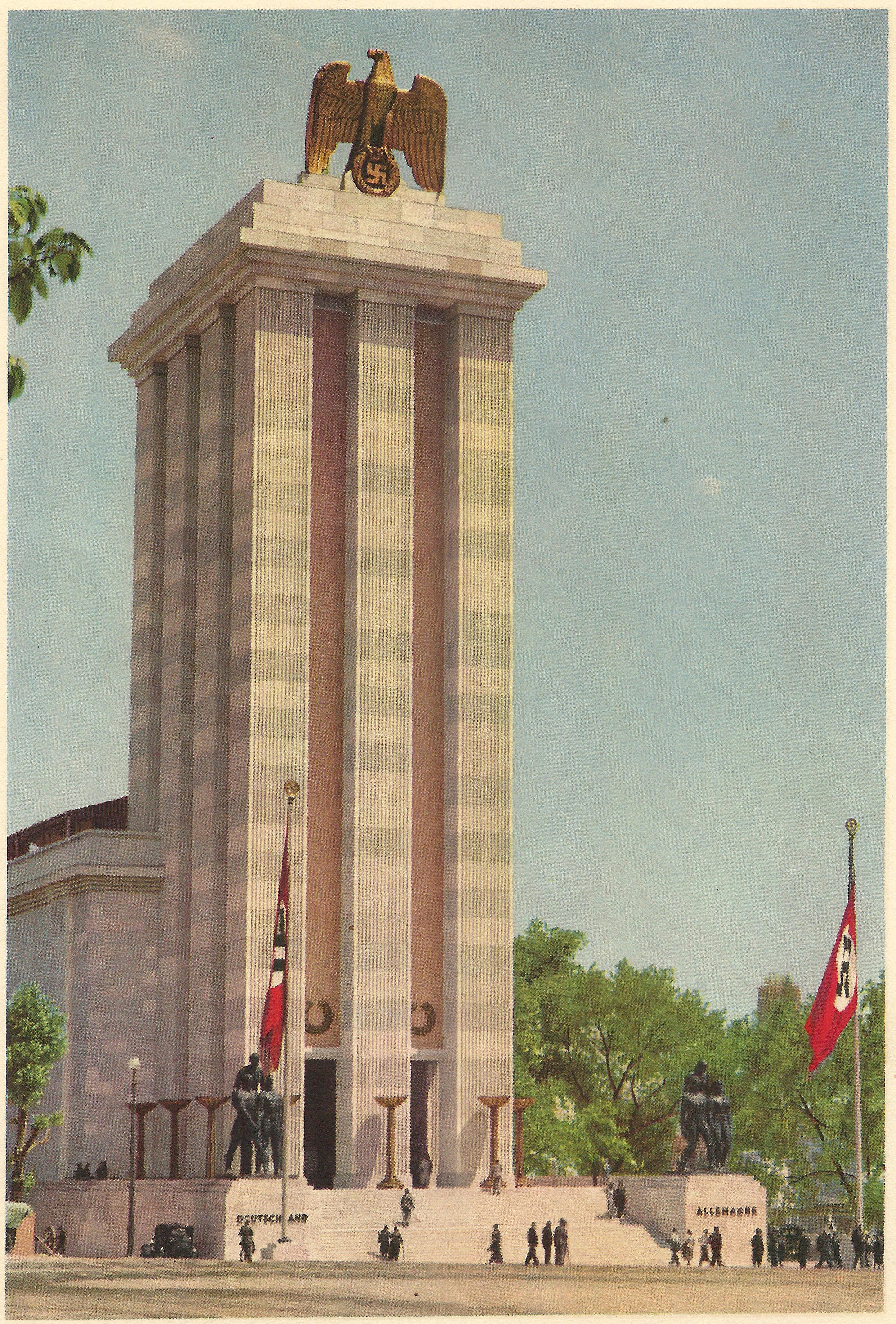
Deutscher Pavillon von Albert Speer
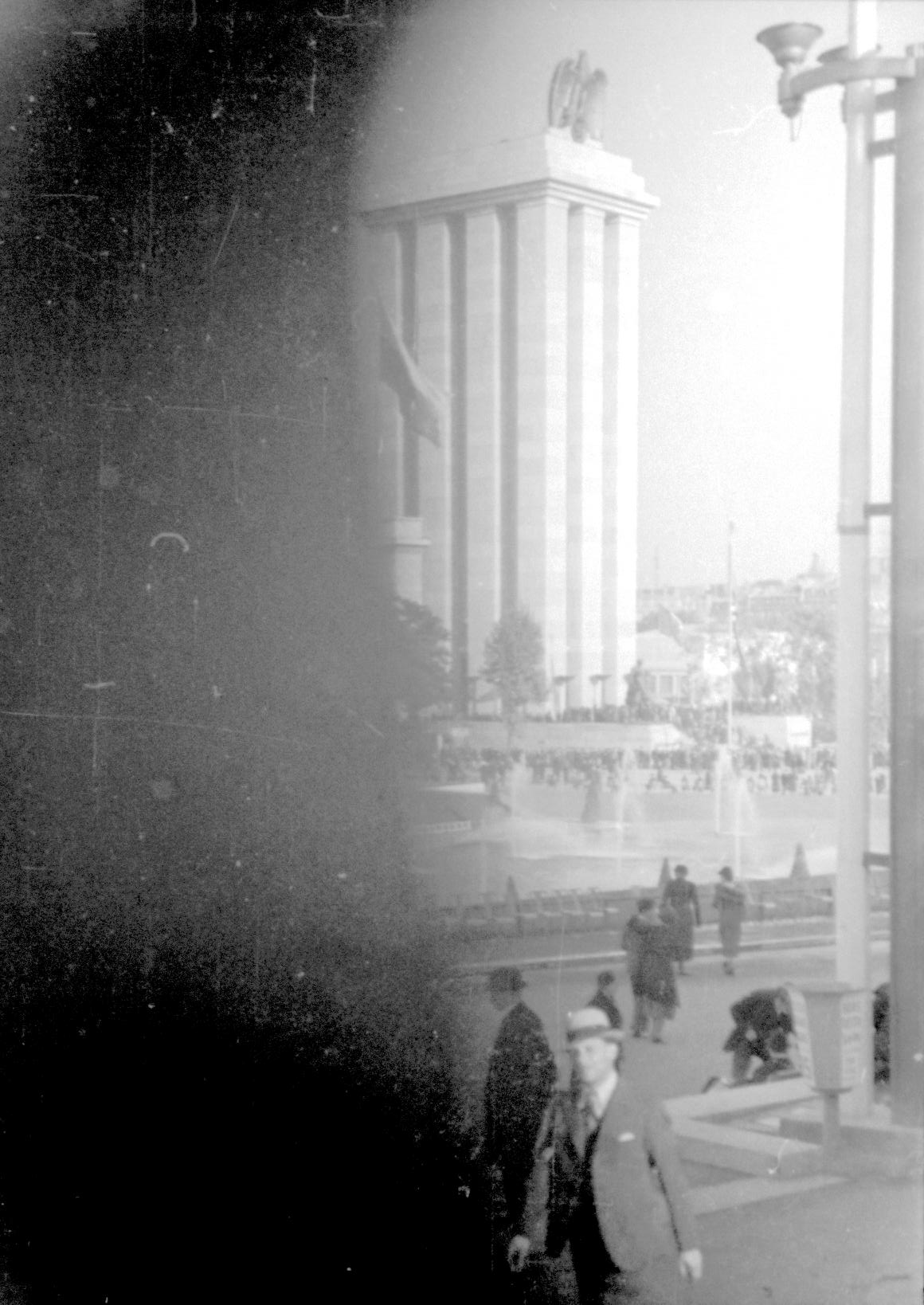
Deutscher Pavillon bei Tag
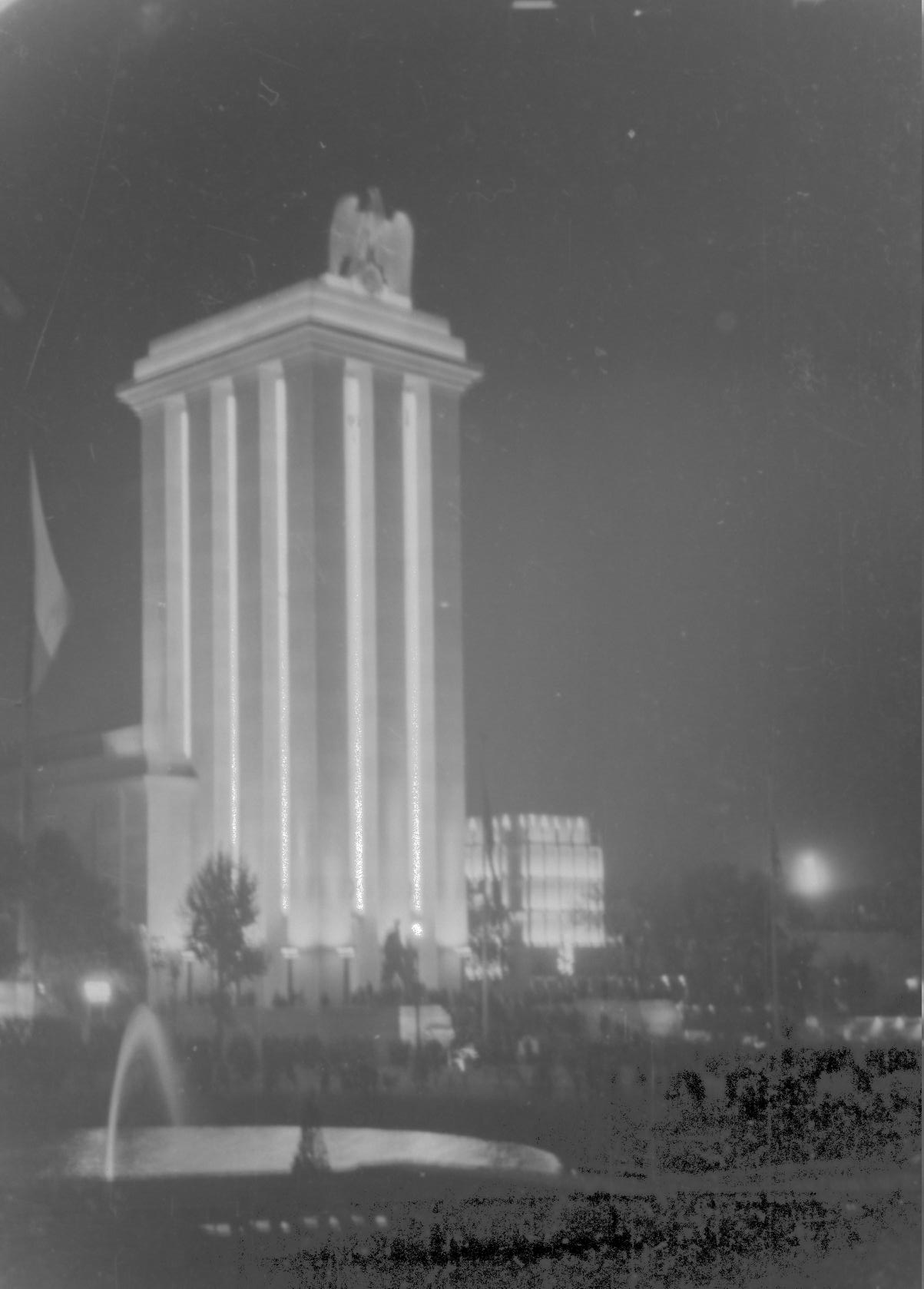
Deutscher Pavillon bei Nacht
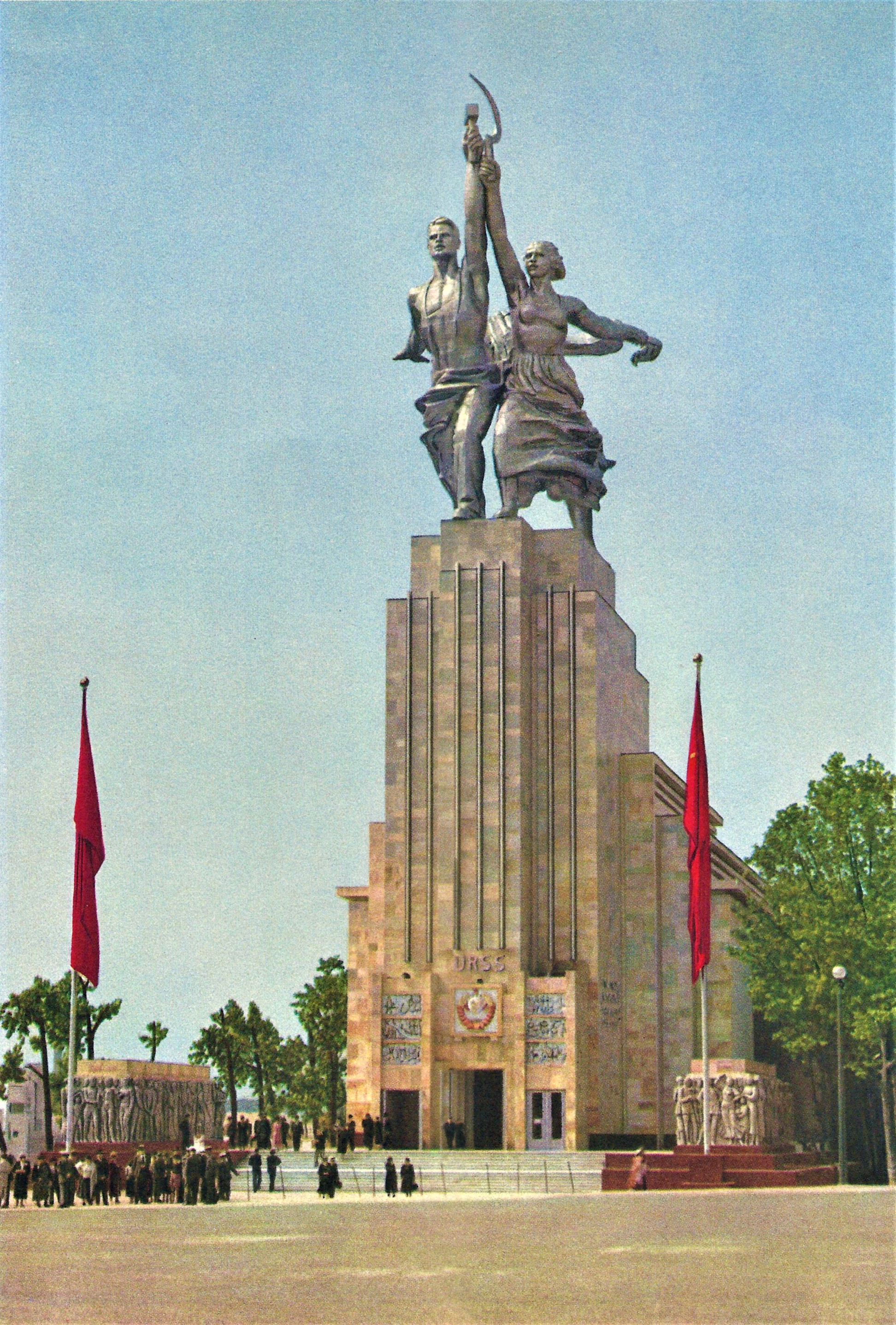
Sowjetischer Pavillon von Boris Iofan
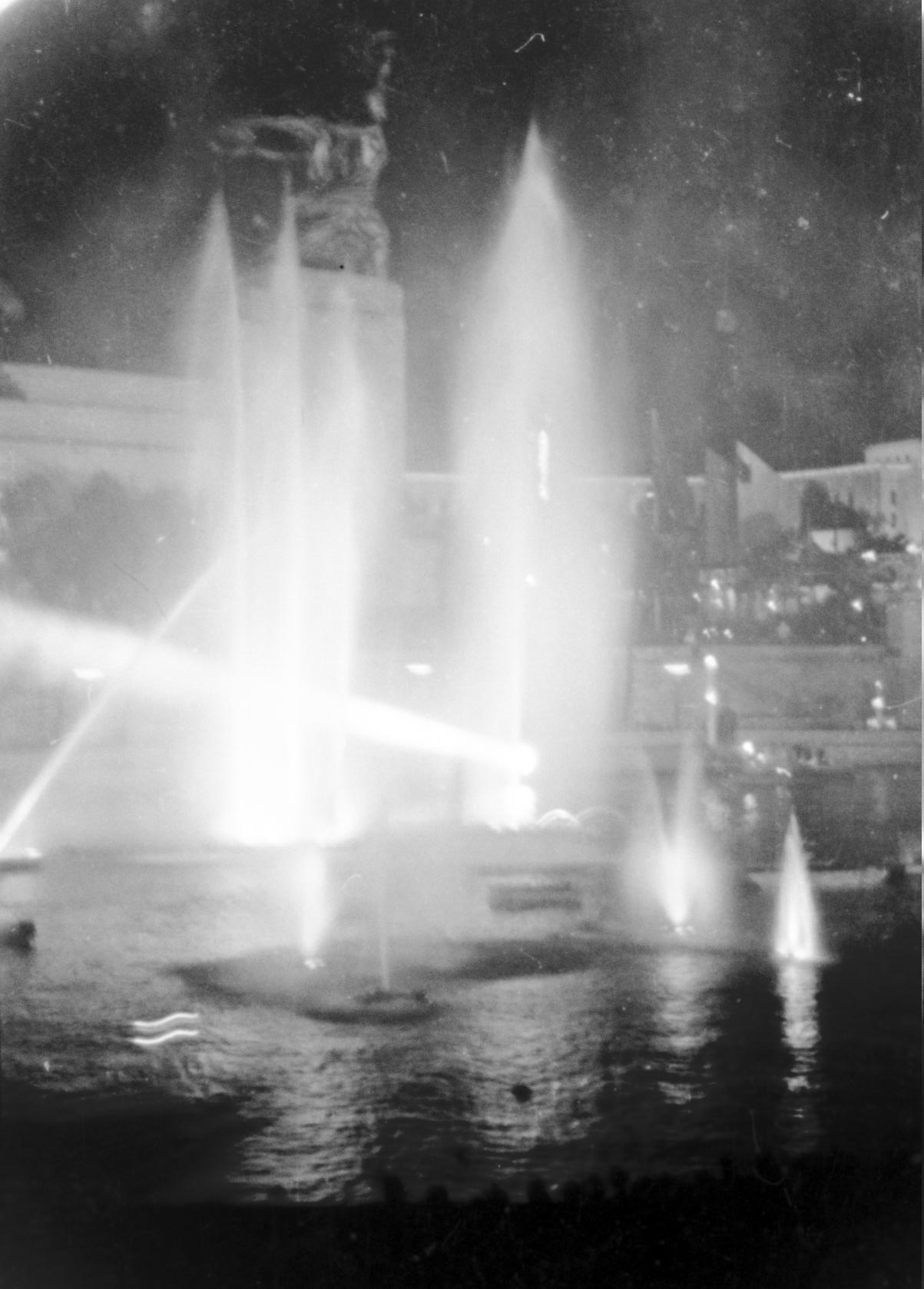
Sowjetischer Pavillon bei Nacht
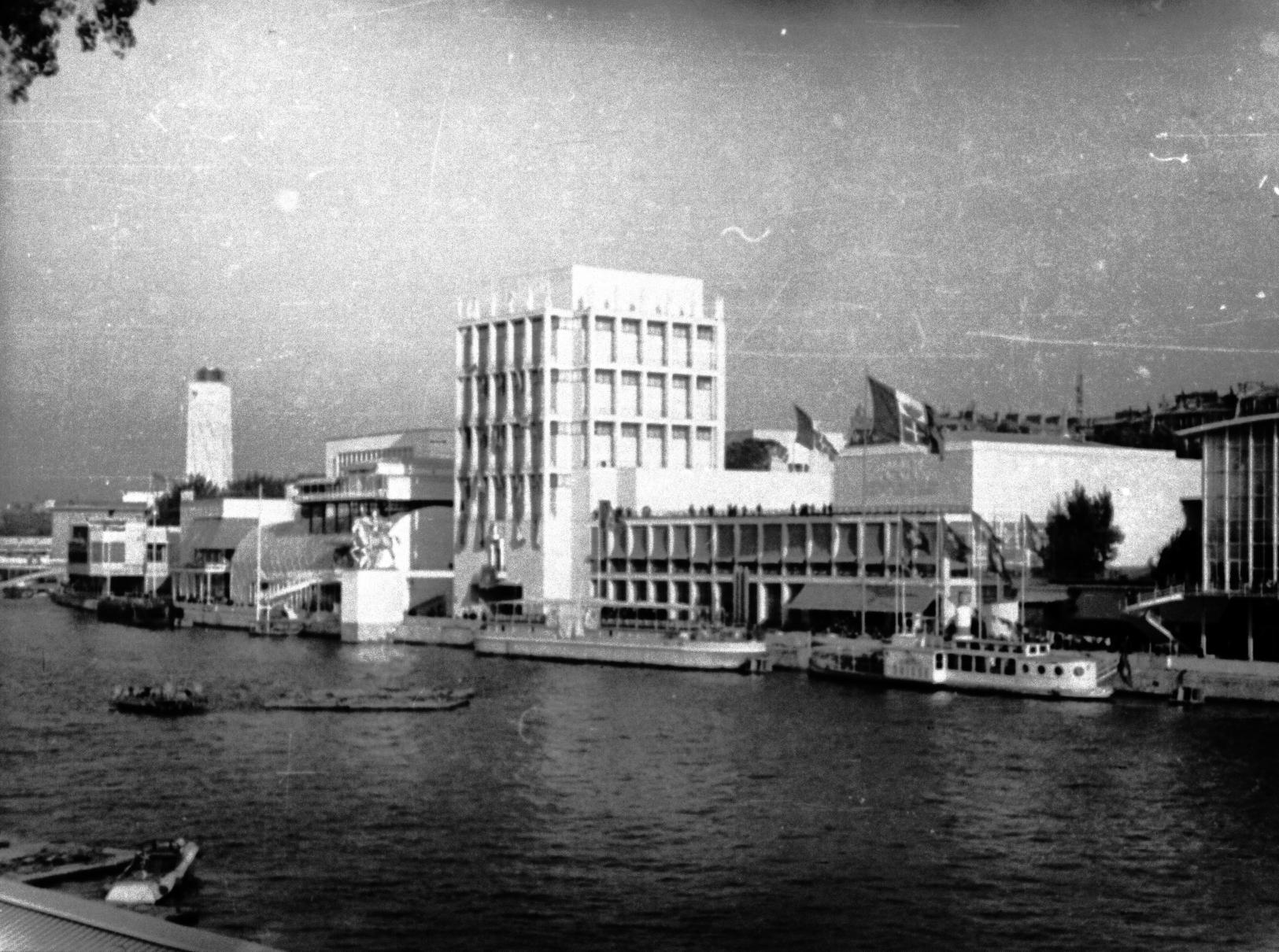
Italienischer Pavillon bei Tag
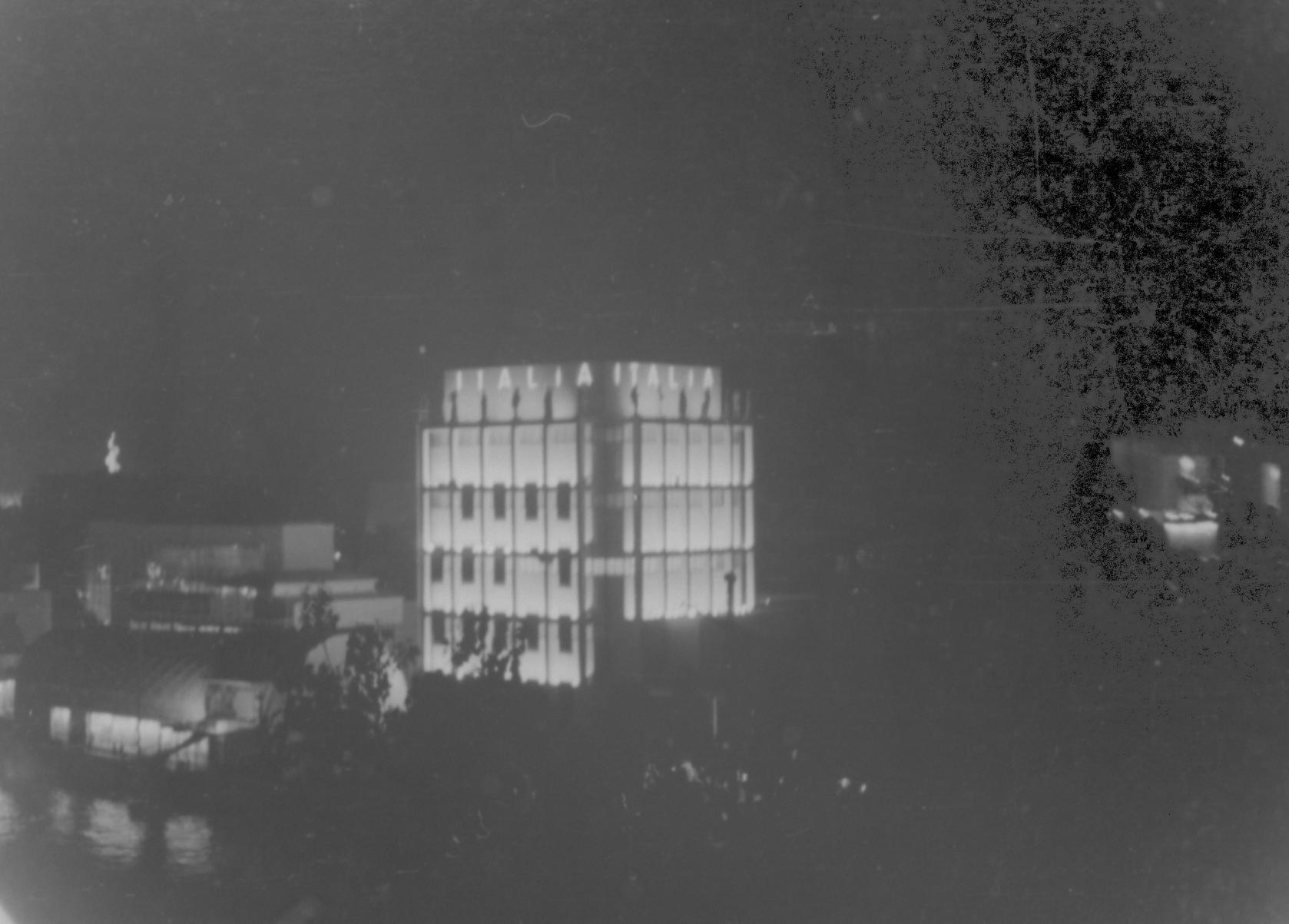
Italienischer Pavillon bei Nacht
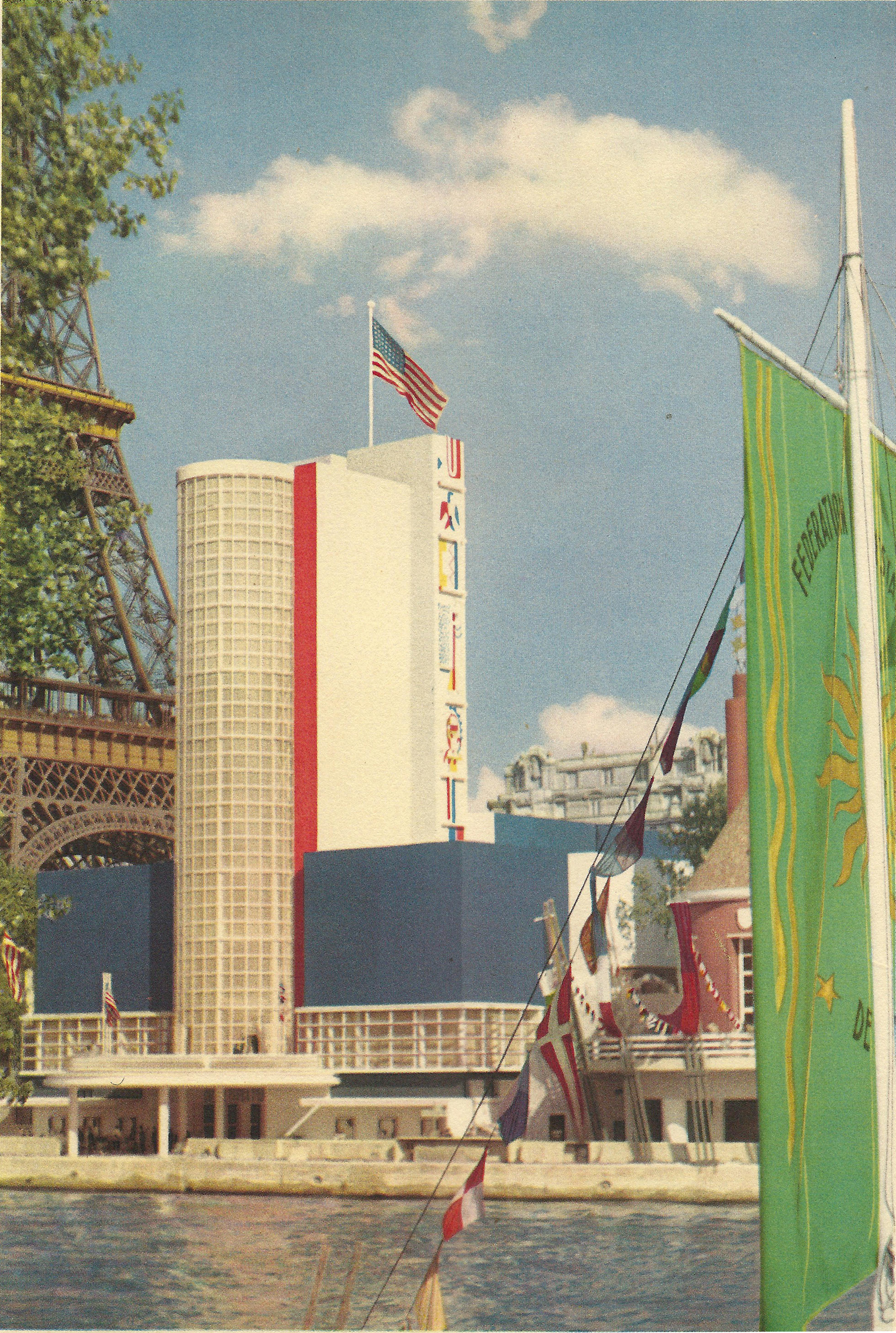
Amerikanischer Pavillon
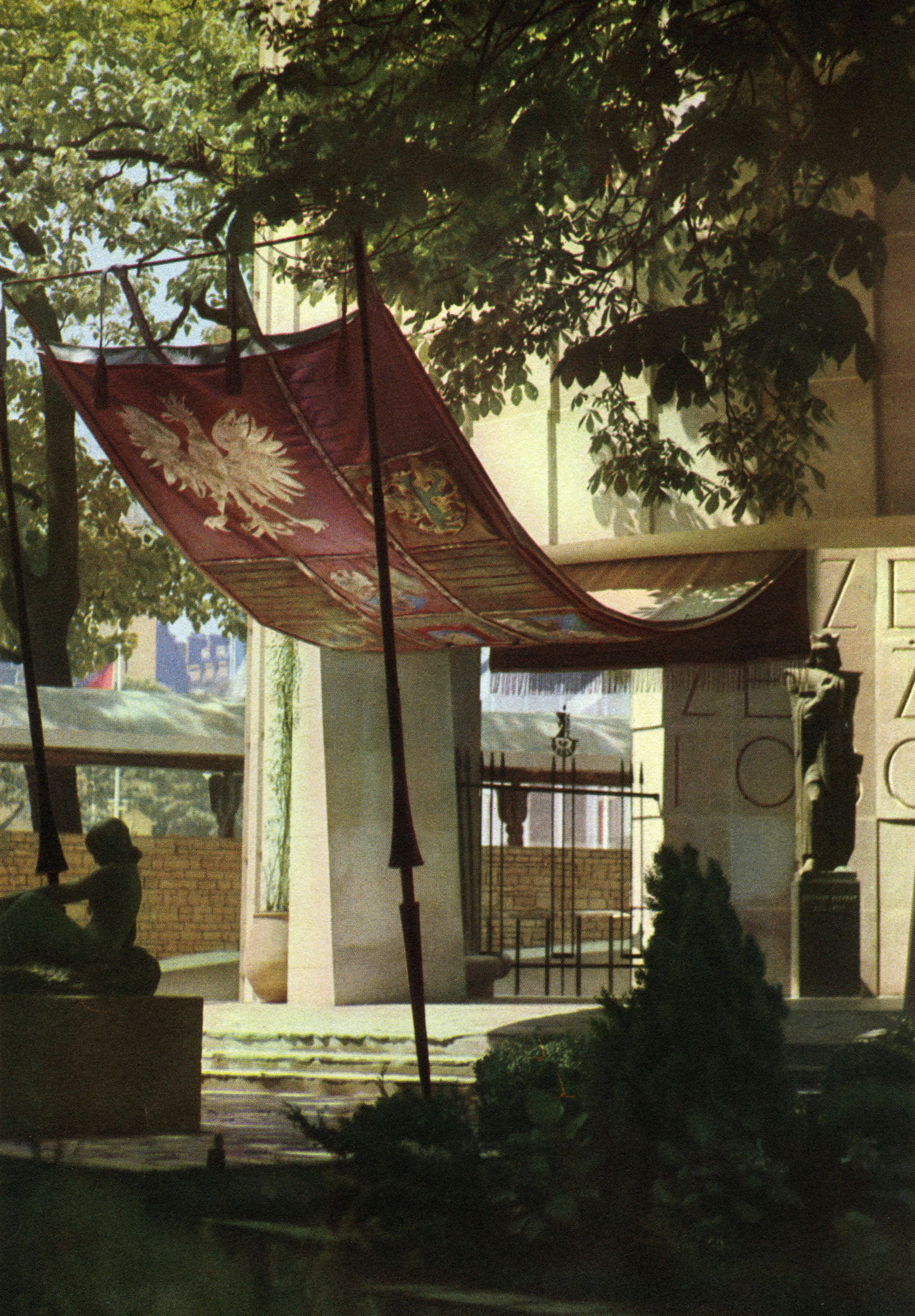
Polnischer Pavillon
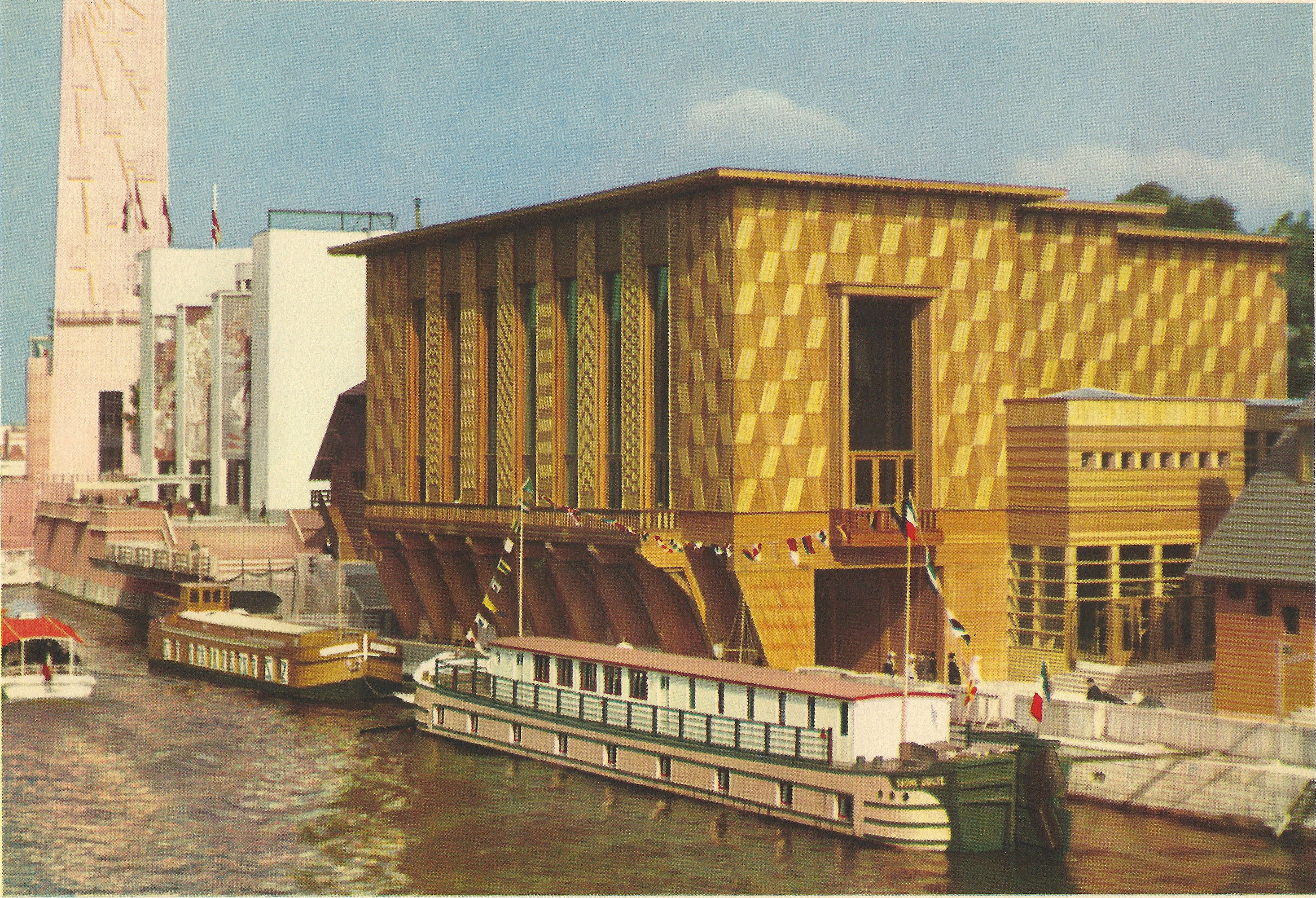
Pavillon aus Holz
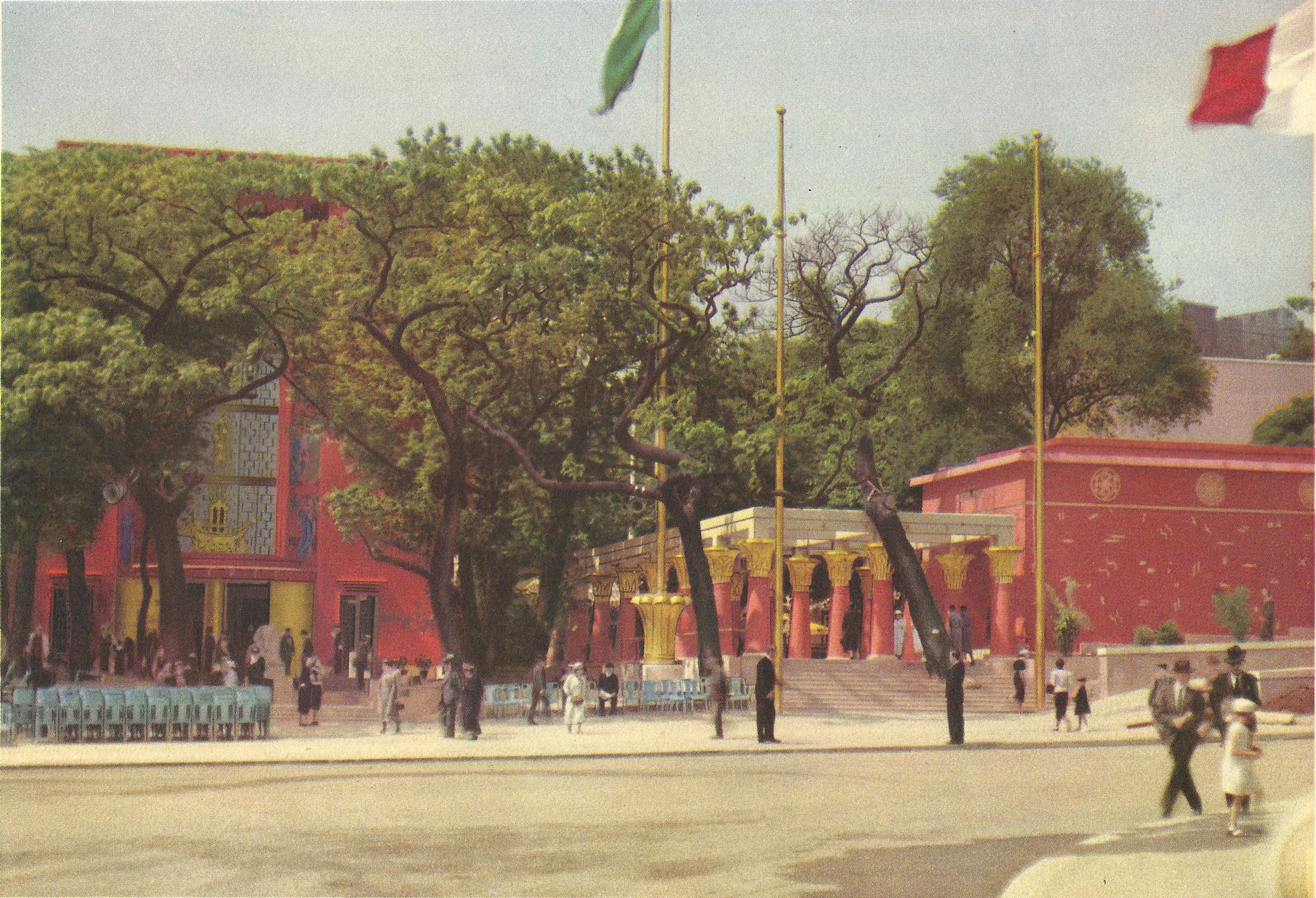
Ägyptischer Pavillon
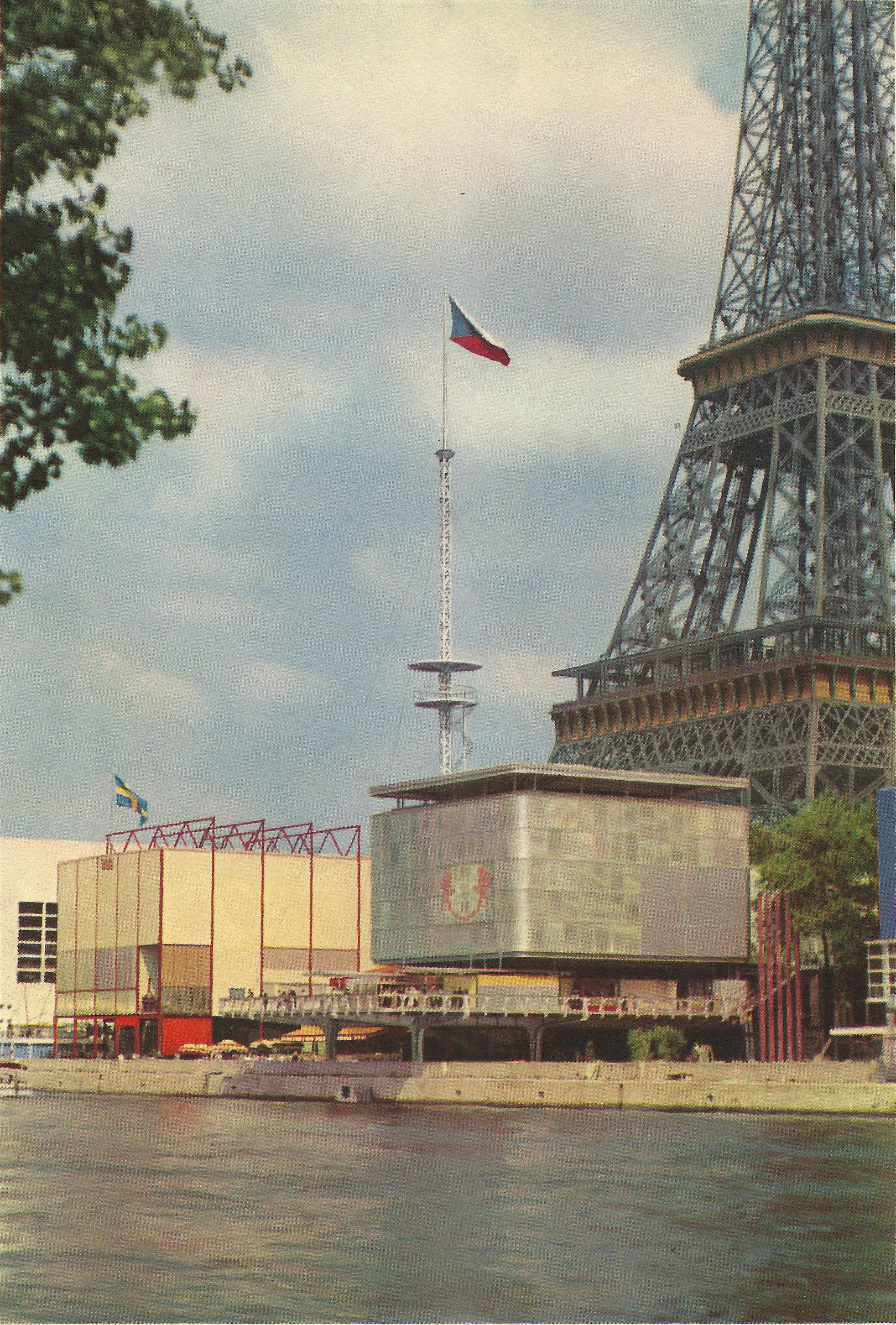
Tschechoslowakischer (rechts) und schwedischer Pavillon
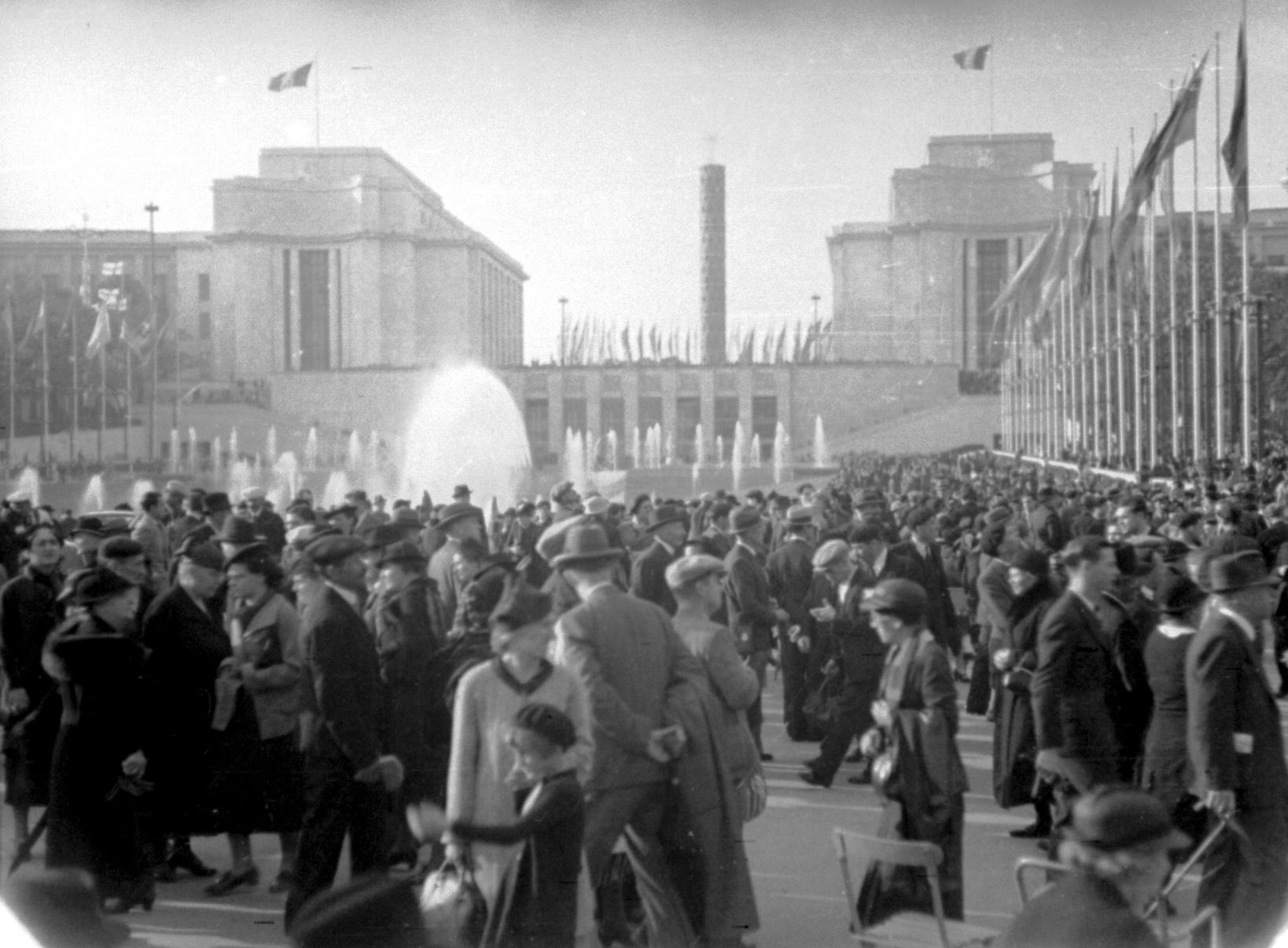
Rumänischer Pavillon bei Tag
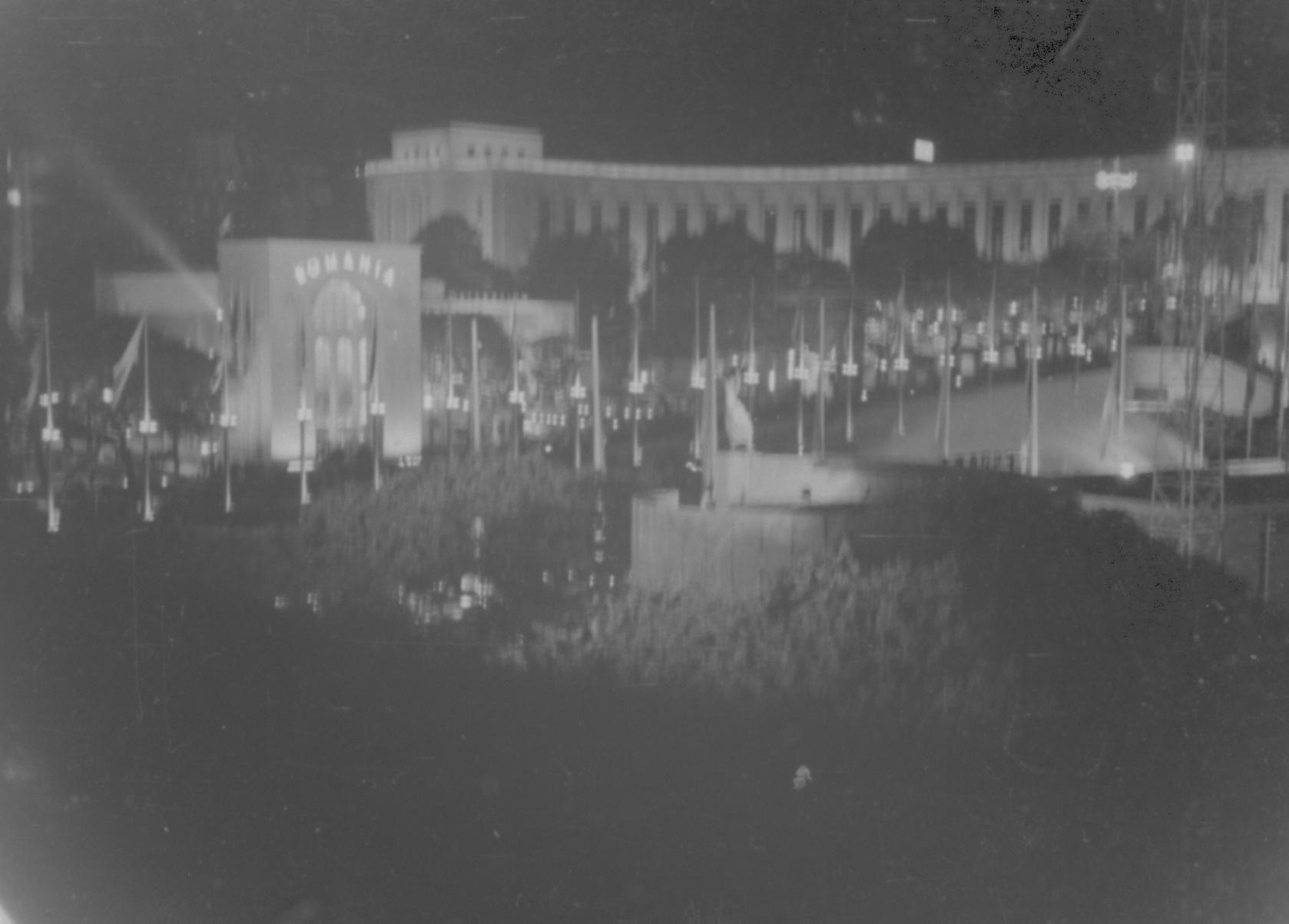
Rumänischer Pavillon bei Nacht I
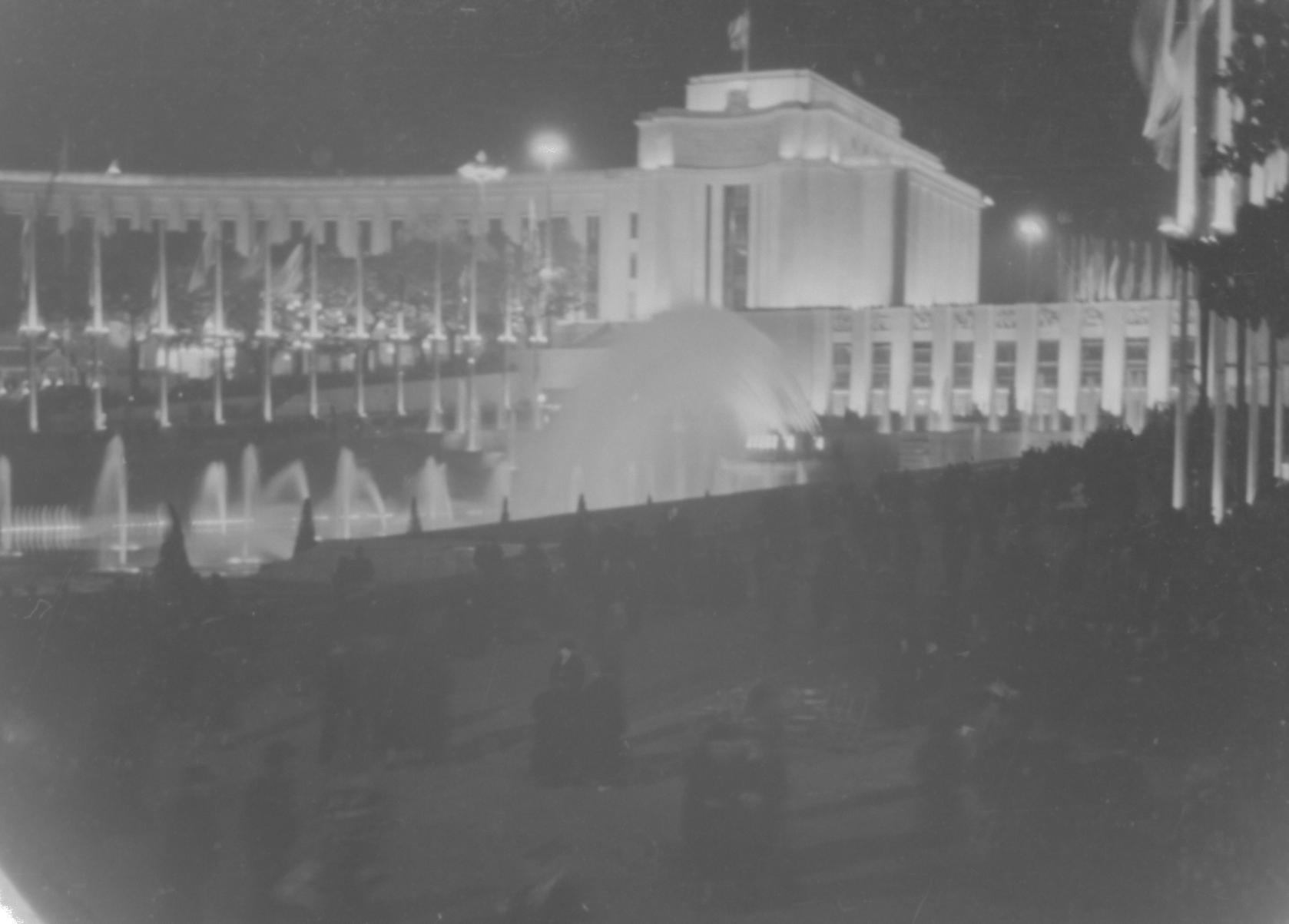
Rumänischer Pavillon bei Nacht II
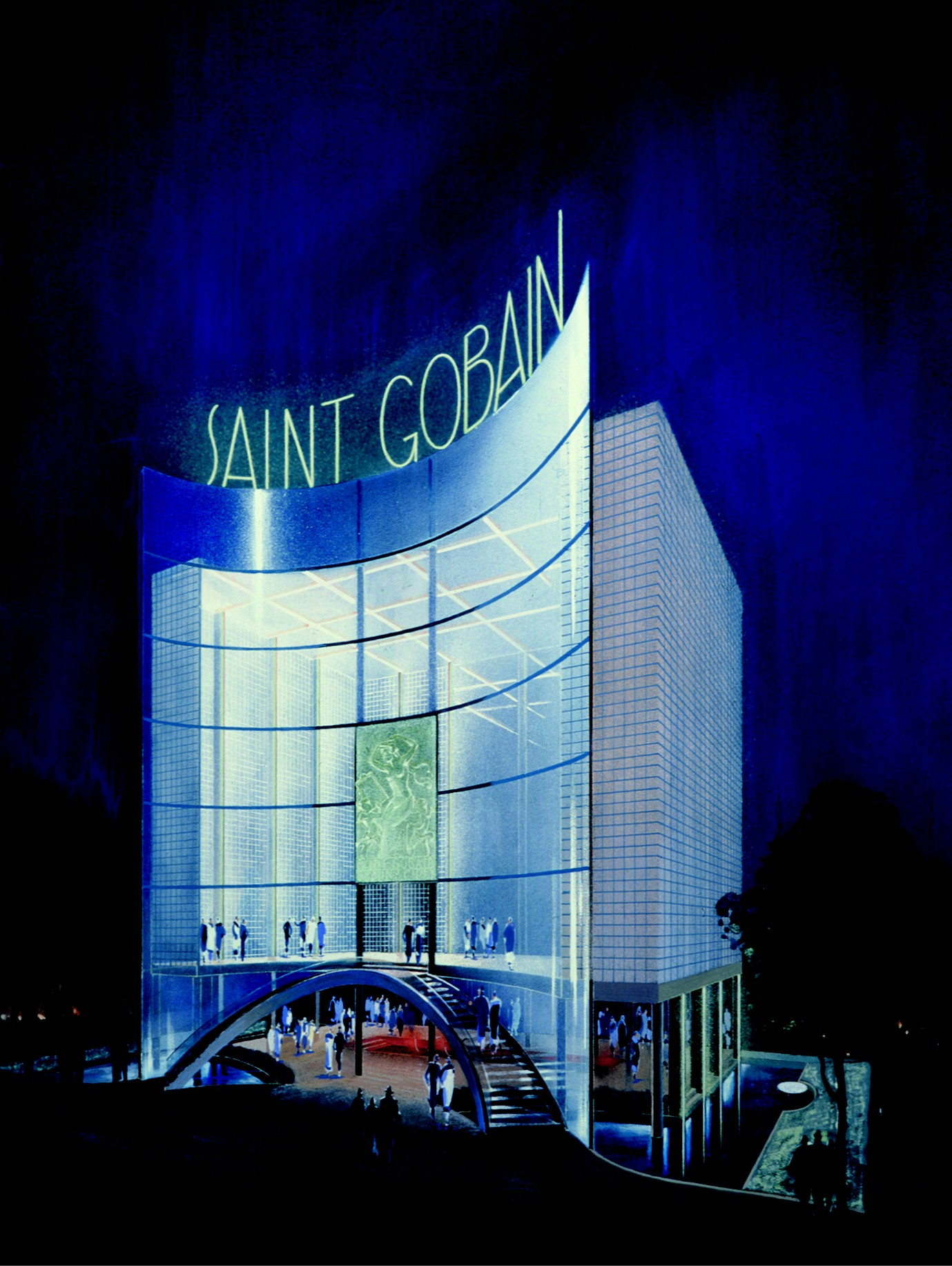
Pavillon des französischen Industrieunternehmens Saint-Gobain in Glasarchitektur
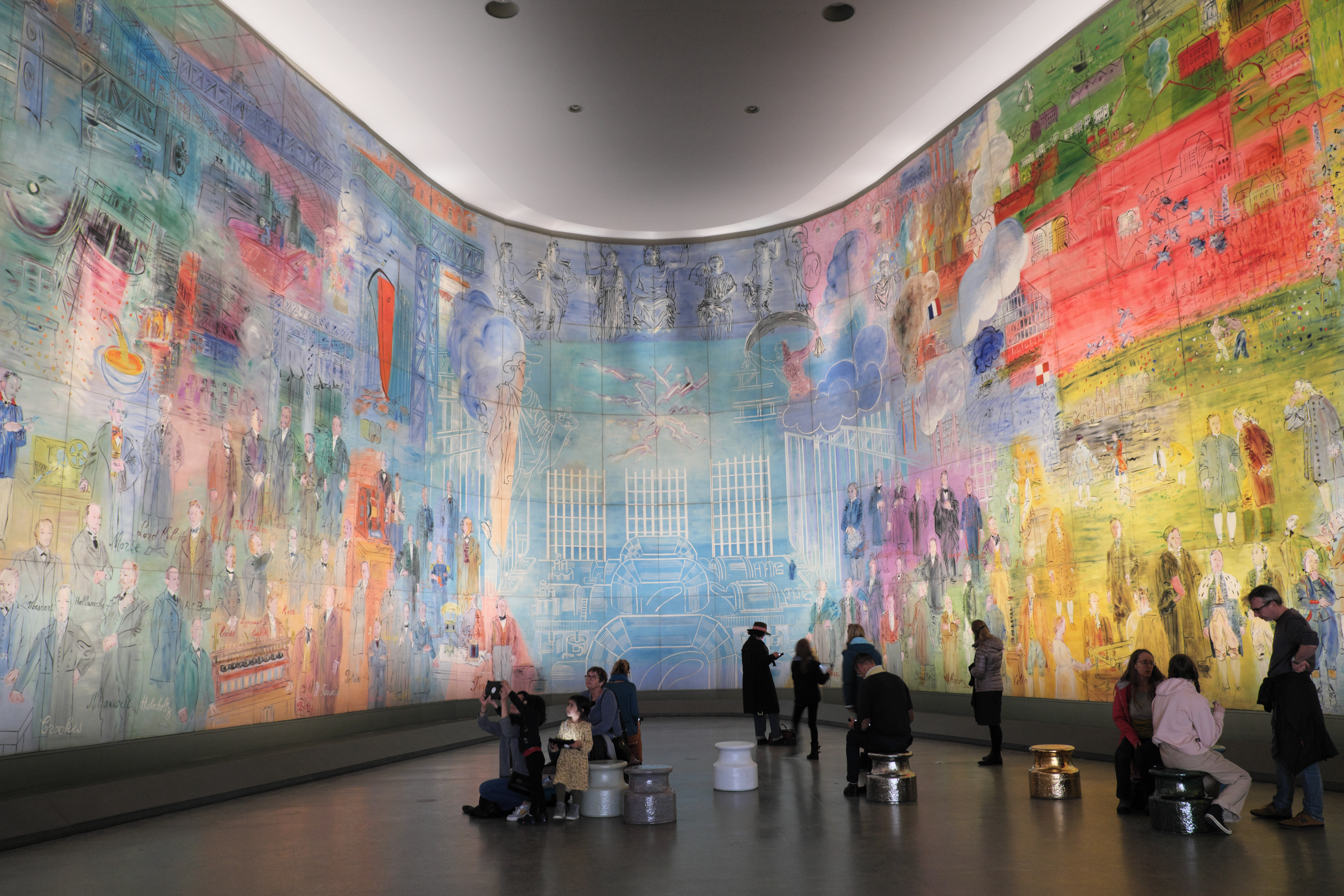
La Fée Électricité von Raoul Dufy, im Auftrag der Compagnie Parisienne de Distribution d'Electricité